# Flein
Flein – miejscowość i gmina w Niemczech, w kraju związkowym Badenia-Wirtembergia, w rejencji Stuttgart, w regionie Heilbronn-Franken, w powiecie Heilbronn, siedziba związku gmin Flein-Talheim. Leży ok. 5 km na południe od Heilbronn. Gmina znana jest głównie z uprawy winorośli.

## Współpraca
Miejscowości partnerskie:
- Onzain, Francja
- Steinthaleben, Turyngia

## Galeria

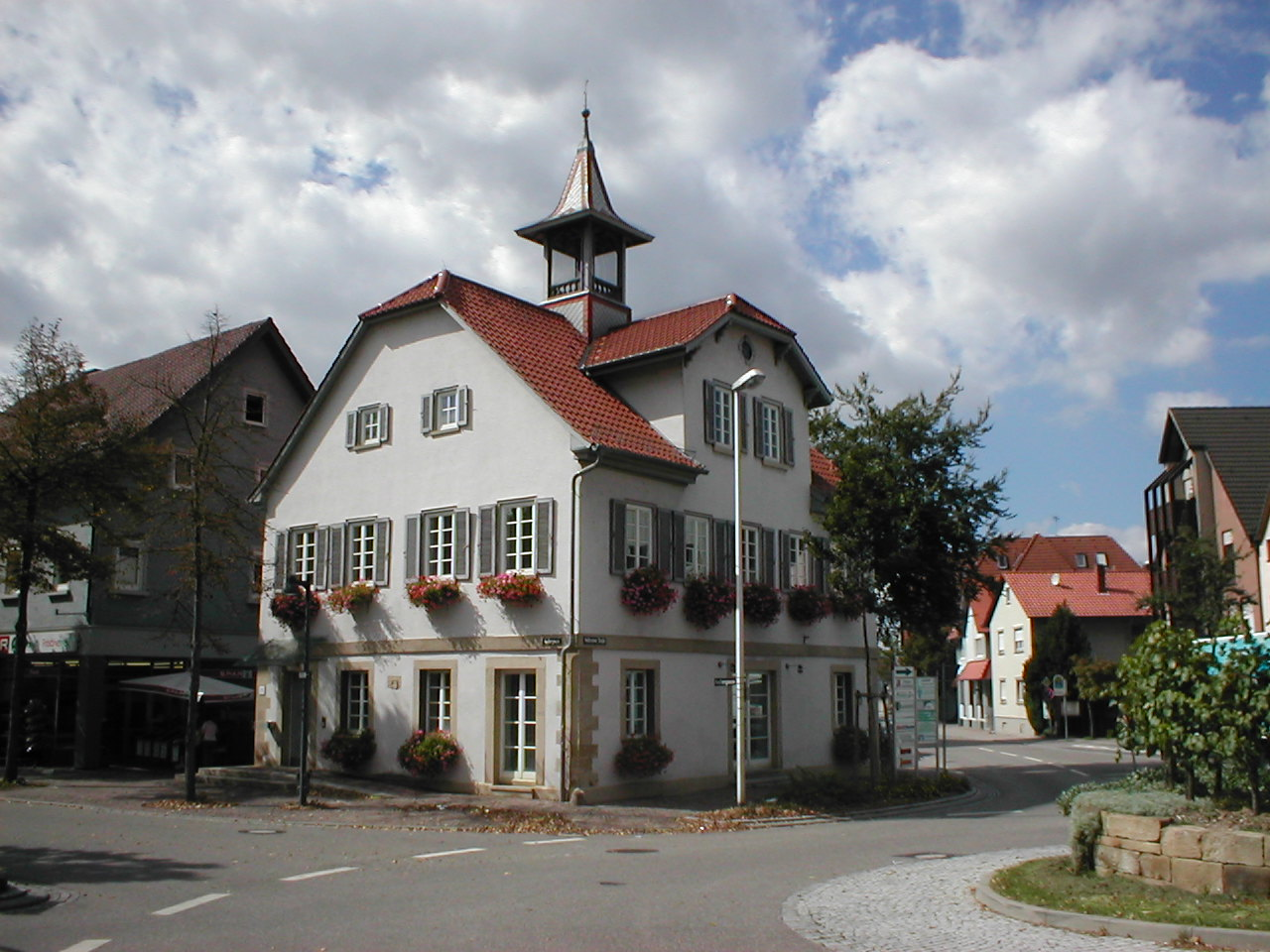
Stary ratusz
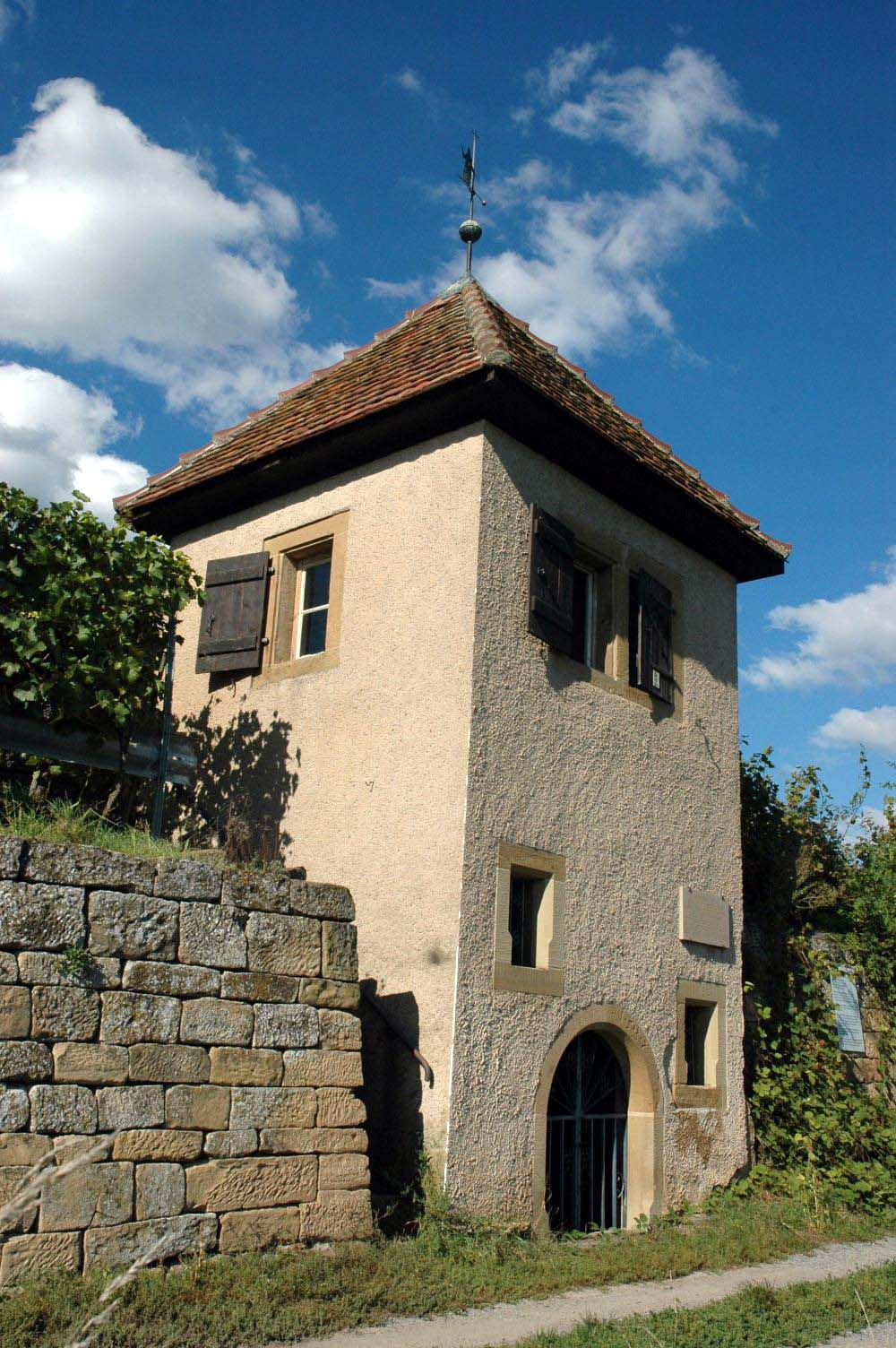
Dom karmelitów
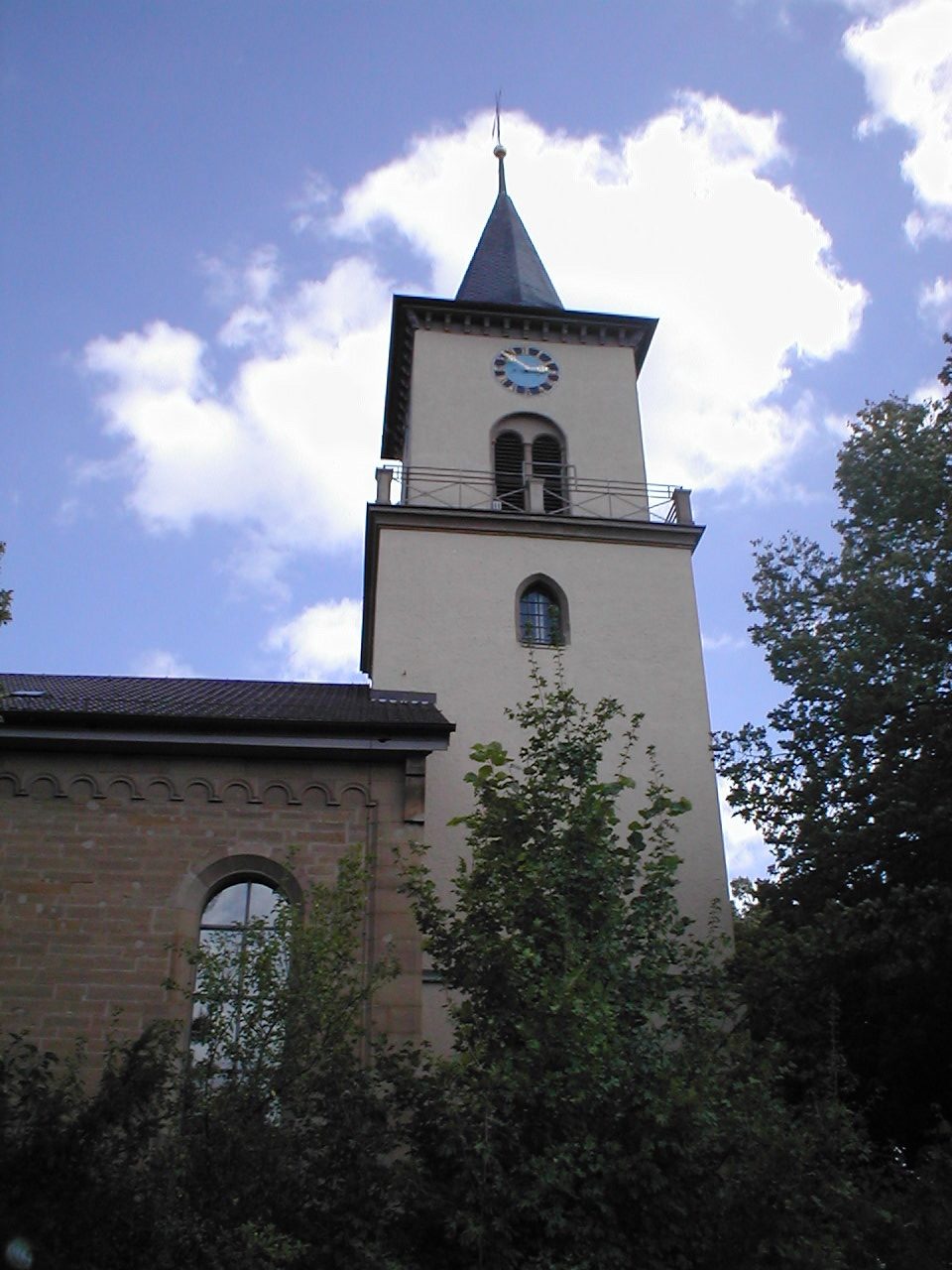
Kościół ewangelicki pw św. Veita (St. Veit)